# XL Airways France
XL Airways France — колишня французька авіакомпанія, штаб-квартира знаходяться на території аеропорту Париж-Шарль де Голль. Здійснювала регулярні рейси в основному на маршрутах далекого сполучення в Африку, на Близький Схід, США та Карибський басейн, а також на чартерні рейси середньодистанційні маршрути до Середземномор'я, переважно з аеропорту Шарль-де-Голль. Припинила операції 23 вересня 2019.

## Флот
Флот XL Airways France на серпень 2017: